# Chinesische Kornelkirsche
Die Chinesische Kornelkirsche (Cornus chinensis Wangerin) ist ein Strauch oder kleiner Baum aus der Gattung der Hartriegel. Er sieht ähnlich aus wie die in Europa heimische Kornelkirsche (Cornus mas), stammt aber aus dem südlichen China. Der chinesische Name ist 川鄂山茱萸 (chuān è shān zhū yú). Manchmal wird Cornus kousa var. chinensis ungenauerweise als C. chinensis bezeichnet.

## Beschreibung

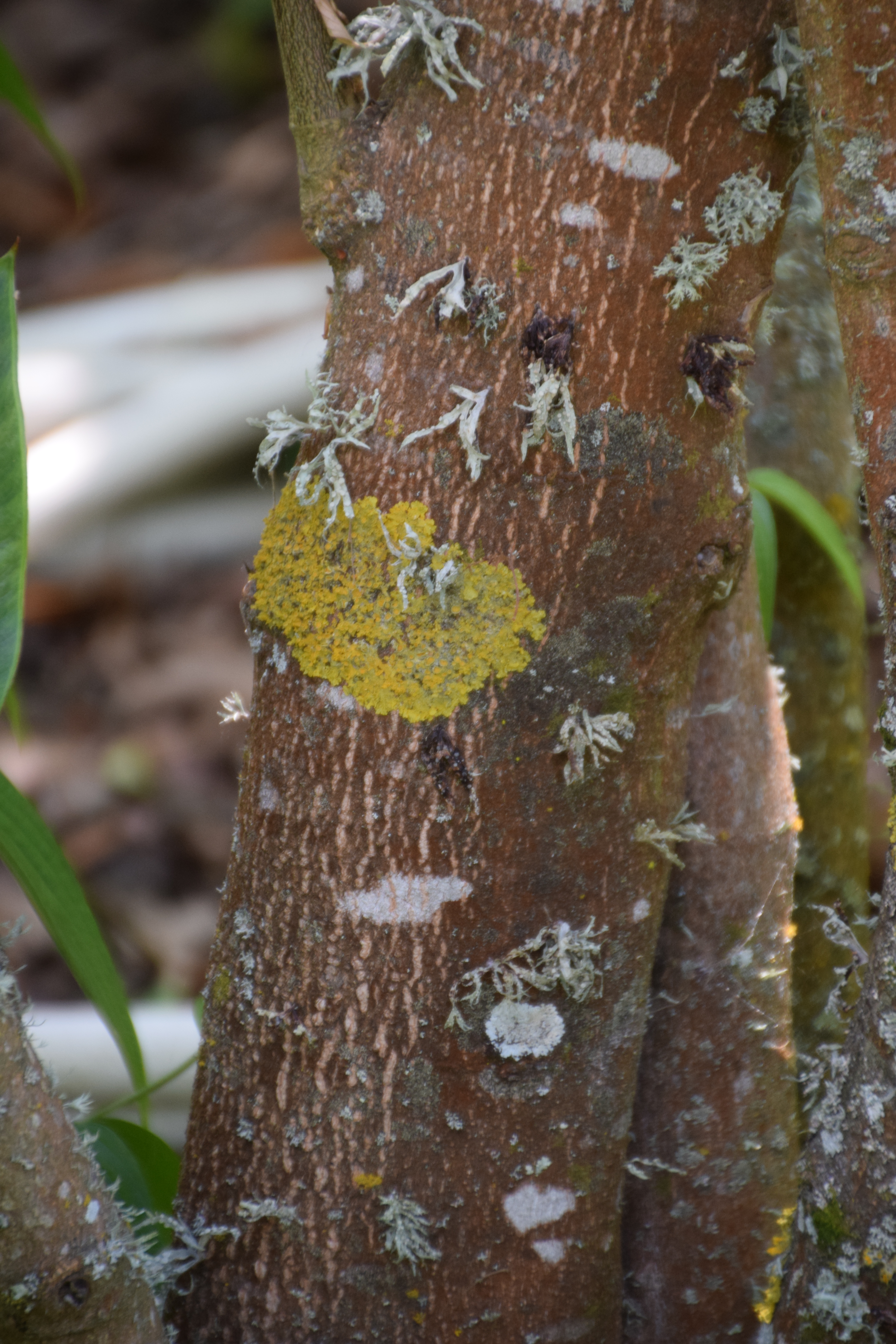
Rinde

Diese Art wird etwa vier bis acht Meter hoch, wächst oft einstämmig als kleiner Baum, bei ausreichender Besonnung auch vielstämmig und mit ausgebreiteter Krone. Die Rinde am Stamm und an dickeren Ästen ist dunkelbraun.
Die ovalen, ganzrandigen Laubblätter werden etwa sechs bis elf Zentimeter lang, wie bei vielen anderen Hartriegeln auch sind die fünf bis sechs Seitennerven neben der Mittelrippe nach vorne gebogen. Die Blattunterseite ist heller gefärbt, in den Achseln der Seitennerven befinden sich graue Härchen. Die Chinesische Kornelkirsche ist sommergrün.
Im Frühjahr, noch vor dem Blattaustrieb, erscheinen die Blüten. Sie sind zu kleinen seitenständigen Dolden vereint, von denen sich je zwei am Zweig gegenüberstehen, die Endknospe treibt nur Blätter. Jede Dolde wird von vier unauffälligen Hochblättern eingefasst. Die Blütenblätter sind gelb. Aus den Blüten entwickeln sich bis zum Herbst längliche, etwa einen Zentimeter große, dunkelrote bis schwarze Steinfrüchte. Die Früchte werden von zahlreichen Vögeln und Säugetieren gefressen, die damit für die Verbreitung sorgen (Zoochorie).
Die Chromosomenzahl beträgt 2n = 18.

## Verbreitung
Die Art stammt aus China, ihr Verbreitungsgebiet schließt sich südwestlich an das der Asiatischen Kornelkirsche an. Sie wächst dort im Unterwuchs von Wäldern, an Waldrändern und Gebüschen.

## Systematik
In der Systematik ergibt sich folgende Darstellung der Verwandtschaftsverhältnisse der Kornelkirschen:
|  | Cornus mas         |
|  |                    |
|  | Cornus officinalis |
|  |                    |

|  | Cornus chinensis |
|  |                  |
|  | Cornus eydeana   |
|  |                  |

|  | Cornus mas         |
|  |                    |
|  | Cornus officinalis |
|  |                    |

|  | Cornus chinensis |
|  |                  |
|  | Cornus eydeana   |
|  |                  |

|  | Cornus mas         |
|  |                    |
|  | Cornus officinalis |
|  |                    |

|  | Cornus chinensis |
|  |                  |
|  | Cornus eydeana   |
|  |                  |

|  | Cornus mas         |
|  |                    |
|  | Cornus officinalis |
|  |                    |

|  | Cornus chinensis |
|  |                  |
|  | Cornus eydeana   |
|  |                  |

|  | Cornus mas         |
|  |                    |
|  | Cornus officinalis |
|  |                    |

|  | Cornus chinensis |
|  |                  |
|  | Cornus eydeana   |
|  |                  |

|  | Cornus mas         |
|  |                    |
|  | Cornus officinalis |
|  |                    |

|  | Cornus chinensis |
|  |                  |
|  | Cornus eydeana   |
|  |                  |

|  | Cornus mas         |
|  |                    |
|  | Cornus officinalis |
|  |                    |

|  | Cornus chinensis |
|  |                  |
|  | Cornus eydeana   |
|  |                  |

|  | Cornus mas         |
|  |                    |
|  | Cornus officinalis |
|  |                    |

|  | Cornus chinensis |
|  |                  |
|  | Cornus eydeana   |
|  |                  |

## Verwendung
Die Früchte des Chinesischen Hartriegels werden traditionell in der ostasiatischen Medizin genutzt.

## Belege
1. ↑  
Cornus chinensis bei Tropicos.org. In: IPCN Chromosome Reports. Missouri Botanical Garden, St. Louis
2. ↑  Qiu-Yun (Jenny) Xiang, Steve R. Manchester, David T. Thomas, Wenheng Zhang: Phylogeny, Biogeography, and Molecular Dating of Cornelian Cherries (Cornus, Cornaceae). Tracking Tertiary Plant Migration. In: Evolution. Band 59, Nr. 8, 2005, ISSN 0014-3820, S. 1685–1700.